# Daniel Dae Kim
Daniel Dae Kim (Busán, Corea del Sur; 4 de agosto de 1968) es un actor, actor de voz y productor surcoreano-estadounidense. Es conocido por interpretar a Jin-Soo Kwon en la serie de televisión Lost , a Jack Kang en la adaptación cinematográfica de la saga superventas Divergente, a Johnny Gat en la serie del videojuego Saints Row y a Chin Ho Kelly en la serie de televisión Hawaii Five-0.

## Biografía

### Inicios
Kim nació en Busán (Corea del Sur) y se mudó con su familia a Estados Unidos a la edad de 2 años, donde creció en Easton (Pensilvania).
Kim se graduó en la Freedom High School de Bethlehem (Pensilvania) y la Universidad de Haverford de Haverford Township (Pensilvania), con doble especialidad en ciencias políticas y teatro. Su especialidad en teatro la completó en la Universidad Bryn Mawr de Bryn Mawr, Pensilvania.

### Carrera
Antes de ser elegido para el rol de Jin en Lost, era conocido por sus roles recurrentes en los géneros de ciencia ficción y fantasía. Aunque su personaje en Lost habla principalmente en coreano y apenas sabe hablar inglés, en realidad este es la primera lengua de Daniel y no habla el coreano con fluidez. Ha sido visto en Angel, 24, Star Trek: Voyager, Star Trek: Enterprise, Crusade, Urgencias, CSI: Crime Scene Investigation, Charmed y otros programas. Ha hecho apariciones especiales en Seinfeld y NYPD Blue. Hasta 2017 interpretaba al detective Chin Ho Kelly en la serie Hawaii Five-0.
Sus apariciones en el cine incluyen un pequeño papel en Spider-Man 2 y en Crash, la ganadora del Óscar a la mejor película en 2004. También fue Kim en la película The Cave y el doctor Han The Good Doctor.

## Filmografía

### Cine
| Año  | Título                          | Personaje                           | Notas                          |
| ---- | ------------------------------- | ----------------------------------- | ------------------------------ |
| 1992 | American Shaolin                | Gao Yun                             |                                |
| 1997 | Addicted to Love                | Asistente de subgrado               |                                |
| 1997 | The Jackal                      | Akashi, francotirador de la Marina  |                                |
| 1997 | Space Retro                     | Teddy                               |                                |
| 1999 | For Love of the Game            | E.R. Doctor                         |                                |
| 2001 | 15 Minutes                      | Extra de Restaurante                |                                |
| 2001 | Looking for Bobby D             | Timmy                               | Corto                          |
| 2001 | Nate The Animals                | Kuong                               |                                |
| 2002 | Superman Must Die               | Bradley                             |                                |
| 2003 | Cradle 2 the Grave              | Experto visitante                   |                                |
| 2003 | Hulk                            | Ayudante                            |                                |
| 2003 | Ride or Die / Hustle and Heat   | Miyako, conductor de Honda Civic #3 | Directo-a-vídeo                |
| 2003 | Sin                             | Lakorn                              |                                |
| 2004 | Spider-Man 2                    | Raymond                             |                                |
| 2004 | Crash                           | Park                                |                                |
| 2005 | The Cave                        | Alex Kim                            |                                |
| 2008 | The Onion Movie                 | Rich Ivy-League Fraternity Brother  | Segmento: "How to Host a Rape" |
| 2011 | Arena                           | Taiga Mori / White Samurai          |                                |
| 2013 | Linsanity                       | Narrador                            | Documental                     |
| 2015 | Ktown Cowboys                   | David                               |                                |
| 2015 | The Divergent Series: Insurgent | Jack Kang, el líder de Verdad       |                                |
| 2016 | The Divergent Series: Allegiant | Jack Kang, el líder de Verdad       |                                |
| 2018 | Mirai                           | El hombre joven                     | Voz. Doblaje en inglés         |
| 2019 | Hellboy                         | Ben Daimio                          |                                |
| 2019 | Always Be My Maybe              | Brandon Choi                        |                                |
| 2020 | Blast Beat                      | Dr. Michael Onitsuka                |                                |
| 2021 | Raya and the Last Dragon        | Benja                               | Voz                            |
| 2021 | Stowaway                        | David Kim                           |                                |

- Shaolin Destiny's (2001) como Dodji
- Diego & The Venture Factory (2005) como Jackie Taylor
- The Adjustment Bureau (2010) como TBA.
- Quizás para siempre (2019) como Brandon[2]

### Televisión
| Año           | Título                                | Personaje                              | Notas                                                              |
| ------------- | ------------------------------------- | -------------------------------------- | ------------------------------------------------------------------ |
| 1992–1993     | Unsolved Mysteries                    | Cuñado de Su-Ya                        | Recurrente. 2 Episodios                                            |
| 1994          | Law & Order                           | Harry Watanabe                         | Episodio: "Golden Years"                                           |
| 1994          | All-American Girl                     | Stan                                   | Episodio: "Ratting on Ruthie"                                      |
| 1995          | All My Children                       | Dr. Kim                                |                                                                    |
| 1997          | Pacific Palisades                     | Abogado de Kate                        | Episodio: "Sweet Revenge"                                          |
| 1997          | Night Man                             | Roland Yates                           | Episodio: "Pilot: Part 1"                                          |
| 1997          | Beverly Hills, 90210                  | Dr. Sturla                             | Recurrente. Episodios: "Forgive and Forget" y "The Way We Weren't" |
| 1997          | NYPD Blue                             | Simon Lee                              | Episodio: "It Takes a Village"                                     |
| 1998          | The Pretender                         | Lenny Duc                              | Episodio: "Collateral Damage"                                      |
| 1998          | Seinfeld                              | Estudiante n.º 1                       | Episodio: "The Burning"                                            |
| 1998          | Brave New World                       | Ingram                                 | Película de televisión                                             |
| 1998          | Ally McBeal                           | Oficial de policía                     | Episodio: "The Inmates"                                            |
| 1998          | The Practice                          | Oficial testificante                   | Episodio: "Axe Murderer"                                           |
| 1998          | Party of Five                         | Ethan                                  | Episodio: "Opposites Distract"                                     |
| 1998          | Fantasy Island                        | Chip Weston                            | Episodio: "Dreams"                                                 |
| 1999          | Crusade                               | John Matheson                          | Principal. 13 Episodios                                            |
| 1999          | Walker, Texas Ranger                  | Kahn                                   | Episodio: "The Lynn Sisters"                                       |
| 2000          | Star Trek: Voyager                    | Astronauta Gotana-Retz                 | Episodio: "Blink of an Eye"                                        |
| 2000          | Murder, She Wrote: A Story to Die For | Everett Jang                           | Película de televisión                                             |
| 2001          | Once and Again                        | Cotrabajador n.º 3                     | Episodio: "Won't Someone Please Help George Bailey Tonight"        |
| 2001          | Charmed                               | Yenlo                                  | Episodio: "Enter the Demon"                                        |
| 2001          | CSI                                   | Agente especial Beckman                | Episodio: "Ellie"                                                  |
| 2001–2003     | Angel                                 | Gavin Park                             | Recurrente. 12 Episodios                                           |
| 2002          | Any Day Now                           | Sr. Chung                              | Episodio: "Call Him Macaroni"                                      |
| 2003          | Momentum                              | Agente Frears                          | Película de televisión                                             |
| 2003          | Street Time                           | Vo Nguyen                              | Episodio: "Born to Kill"                                           |
| 2003          | Miss Match                            | Clifford Kim                           | Recurrente. 4 Episodios                                            |
| 2003–2004     | 24                                    | Tom Baker                              | Recurrente. 11 Episodios                                           |
| 2003–2004     | ER                                    | Ken Sung                               | Recurrente. 4 Episodios                                            |
| 2003–2004     | Star Trek: Enterprise                 | MACO Cabo Chang                        | Recurrente. Episodios: "The Xindi", "Extinction" y "Hatchery"      |
| 2004          | Without a Trace                       | Mark Hiroshi                           | Episodio: "Exposure"                                               |
| 2004          | The Shield                            | Thomas Choi                            | Episodio: "Riceburner"                                             |
| 2004–2010     | Lost                                  | Jin-Soo Kwon                           | Principal. (T 1–6) 92 Episodios                                    |
| 2006          | Avatar: The Last Airbender            | General Fong                           | Voz. Episodio: "The Avatar State"                                  |
| 2006          | Justice League Unlimited              | Metron / Hombre chino (Qiaoen Qiongsi) | Voz. Recurrente. Episodios: "Alive!" y "Destroyer"                 |
| 2007–2008     | Lost: Missing Pieces                  | Jin-Soo Kwon                           | Miniserie                                                          |
| 2008          | The Andromeda Strain                  | Dr. Tsi Chou                           | Miniserie                                                          |
| 2010–2017     | Hawaii Five-0                         | Chin Ho Kelly                          | Principal. (T 1–7). 168 Episodios y Director; 1 Episodio.          |
| 2011          | G.I. Joe: Renegades                   | Teddy Lee                              | Voz. Episodio: "The Anomaly"                                       |
| 2012–2014     | The Legend of Korra                   | Hiroshi Sato                           | Voz. Recurrente. 7 Episodios                                       |
| 2012          | NCIS: Los Angeles                     | Chin Ho Kelly                          | Episodio: "Touch of Death"                                         |
| 2013          | Hollywood Game Night                  | Él mismo                               | Episodio: "The One With the Friends"                               |
| 2015          | Once Upon a Time                      | Drive-Thru Employee                    | Voz. Episodio: "Darkness on the Edge of Town"                      |
| 2017          | Big Pacific                           | Narrador                               | Recurrente. Episodios                                              |
| 2017          | MacGyver                              | Chin Ho Kelly                          | Episodio: "Flashlight"                                             |
| 2019          | The Good Doctor                       | Dr. Jackson Han, nuevo jefe de cirugía | Recurrente. 4 Episodios. Productor ejecutivo                       |
| 2019–2020     | She-Ra and the Princesses of Power    | King Micah                             | Voz. Principal (temporada 5)                                       |
| 2020–2023     | New Amsterdam                         | Dr. Cassian Shin                       | Personaje recurrente (7 episodios), serie de TV NBC                |
| 2020          | Flack                                 | Gabriel Cole                           | Recurrente. (temporada 2)                                          |
| 2020          | The Casagrandes                       | Sr. Hong                               | Voz. 2 Episodios                                                   |
| 2021          | The Hot Zone                          | Matthew Ryker                          | 6 Episodios                                                        |
| 2022          | Pantheon                              | David                                  | Voz. 8 Episodios                                                   |
| 2024-presente | Avatar: The Last Airbender            | Señor del Fuego Ozai                   | Elenco recurrente, serie de TV Netflix                             |

### Videojuegos
| Año  | Título                                         | Personaje               |
| ---- | ---------------------------------------------- | ----------------------- |
| 2006 | 24: The Game                                   | Agent Tom Baker         |
| 2006 | Saints Row                                     | Johnny Gat              |
| 2006 | Scarface: The World is Yours                   | Macau Fast Food manager |
| 2007 | Avatar: The Last Airbender – The Burning Earth | General Fong            |
| 2008 | Saints Row 2                                   | Johnny Gat              |
| 2010 | Apache Overdose Gangstar III                   | Mac Silver              |
| 2011 | Saints Row: The Third                          | Johnny Gat              |
| 2013 | Saints Row IV                                  | Johnny Gat              |
| 2013 | Apache Overdose Gangstar IV                    | Mac Silver              |
| 2015 | Saints Row: Gat out of Hell                    | Johnny Gat              |
| 2017 | Agents of Mayhem                               | Johnny Gat              |